# 고창국
고창국(高昌國)은 가오창에 존재하던 토하라인들의 도시국가로 중국의 신장 웨이우얼 자치구의 황량한 타클라마칸 사막의 북쪽 주변에 건설되었다. 교역을 중심으로 하는 도시로 상인들의 휴식처이기도 하다. 고창의 유적인 고창고성 유적은 현재의 투르판에서 북쪽으로 30 km 부근에 있다.

## 역사
고창은 기원전 1세기에 건설되었고, 비단길의 중요한 도시였으나 14세기에 전쟁으로 파괴되었다. 가오 왕궁 유적은 도시 외곽에 있으며 오늘날에도 볼 수 있다. 고창은 위구르어로는 카라호자라고 불리며 위치는 신장의 투르판에서 30km 떨어져 있다. 고창은 서부 중국에서 교통의 허브로서 열쇠의 역할을 하였다. 오늘날 남아있는 문헌 역사 많지 않다. 구전된 이야기들만이 역사를 구체화하기 위해 존재한다. 고고 학적인 유물은 단지 지역주민에 의해 이디쿠샤리라 불리는 교외의 장소에만 있다. 도시의 예술적인 기념비는 A. 폰르콕에 의해 출판되었다.
서기 439년에 북량의 패잔병이 저거무휘와 저거안주의 지휘 아래 고창으로 달아났다. 그 곳에서 그들은 서기 460년까지 권력을 유지하였다. 그 때 누란에 의해 정복되었다. 고창에는 한족이 만가구 이상 있었으며, 460년, 누란은 한족인 감백주를 고창 왕으로 임명하였다.
이때 고차(高車)는 타림 분지 내에서 누란의 권력에 도전하며 부상 중이었다. 고차 왕 아푸질루오(阿伏至羅)는 감수귀를 죽이고 한족 장맹명(張孟明)을 고창의 속주왕으로 둔황에서 임명하였다. 그리하여 고창은 고차의 지배 아래로 들어갔다.
후에 장맹명은 고창의 백성들의 반란으로 피살되고 마유(馬儒)로 교체되었다. 501년 마유 자신도 전복되고 피살되었으며, 고창의 백성들은 간수성 진쳉의 국가(麴嘉)를 그들의 왕으로 임명하였다.

## 고창의 멸망
고창의 결정적인 몰락은 한족이면서도 당나라에 의해 시작되었다. 당나라보다는 돌궐족과 가까워 651년 당태종은 소정방을 보내 고창을 정벌한다. 657년 소정방은 서돌궐까지 항복시킴으로써 중앙 아시아의 여러나라들은 모두 안서도호부(安西都護府)에 예속되게 된다.
결국 고창은 100년의 역사로 멸망하고 이슬람과 몽골의 침입을 받아 성이 완전히 소실되면서 역사의 뒤안길로 성터의 흔적만 남긴 채 사라지고 만다. 현재는 고대 고창의 흔적은 덩그러니 남은 고창고성과 베제클리크 천불동에서만 찾을 수 있다.

## 불교
불교는 인도에서 중국으로 실크로드의 천산북로를 따라서 북위의 초창기 4~5세기경에 전파되었다. 투르판의 천불동도 이 시기에 건립되었다. 고창 근처에 이러한 천불동이 있는데, 가장 규모가 큰 것이 바로 베제클리크 천불동(Bezeklik grottos)이다.

## 현장의 방문
현장법사가 천축국(지금의 인도)으로 불경을 구하러 가는 길에 고창국 국문태의 초대를 받아 630년 2월경에 도착하여 1개월간 고창국에 들러 이 곳에서 법회를 열어 한 달 동안 '인왕반야경(仁王般若經)'을 설법했는데, 그때 법회를 열었던 건물은 복원을 해 두었다. 벽체는 사각형, 천정은 원형건물로, 음성을 반향시키기 위한 음향 효과를 주기 위한 구조라고 한다. 현장법사는 고창국의 왕 국문태에게 융숭한 대접을 받고, 노잣돈으로 많은 선물을 받았는데, 그 후 10여 년 유학을 끝내고 불경을 가지고 다시 고창국에 들러 당나라로 귀환을 하려고 했으나, 그 때는 이미 현장법사의 모국인 당나라에게 멸망한 뒤였고 사람들도 다 떠난 뒤였다고 한다. 할 수 없이 현장은 고창국에 들르지 않고 바로 당나라로 귀환하게 된다.

## 고창국의 역대군주

### 감씨 고창국
1. 감백주(闞伯周) 460년 ~ 477년
2. 감의성(闞義成) 477년 ~ 478년
3. 감수귀(闞首歸) 478년 ~ 488년 혹은 491년

### 장씨 고창국
1. 장맹명(張孟明) 488년 혹은 491년 ~ 496년

### 마씨 고창국
1. 마유(馬儒) 496년 ~ 501년

### 국씨 고창국
| 대수   | 시호           | 성명                  | 재위기간                    | 연호                                              |
| ------ | -------------- | --------------------- | --------------------------- | ------------------------------------------------- |
| 제1대  | 소무왕(昭武王) | 국가(麴嘉)            | 501년 ~ 525년               | 승평(承平) 502년 ~ 510년 의희(義熙) 510년 ~ 525년 |
| 제2대  | -              | 국광(麴光)            | 525년 ~ 530년               | 감로(甘露) 525년 ~ 530년                          |
| 제3대  | -              | 국자견(麴堅)          | 530년 ~ 548년               | 장화(章和) 531년 ~ 548년                          |
| 제4대  | -              | 국현희(麴玄喜)        | 549년 ~ 550년               | 영평(永平) 549년 ~ 550년                          |
| 제5대  | -              | 국씨(麴氏, 이름 불명) | 551년 ~ 554년               | 화평(和平) 551년 ~ 554년                          |
| 제6대  | -              | 국보무(麴寶茂)        | 555년 ~ 560년               | 건창(建昌) 555년 ~ 560년                          |
| 제7대  | -              | 국건고(麴乾固)        | 560년 ~ 601년               | 연창(延昌) 561년 ~ 601년                          |
| 제8대  | 헌문왕(獻文王) | 국백아(麴伯雅)        | 601년 ~ 613년 619년 ~ 623년 | 연화(延和) 602년 ~ 613년 중광(重光) 620년 ~ 623년 |
| 제9대  | -              | 불명의 찬탈자         | 613년 ~ 619년               | 의화(義和) 614년 ~ 619년                          |
| 제10대 | 광무왕(光武王) | 국문태(麴文泰)        | 623년 ~ 640년               | 연수(延壽) 624년 ~ 640년                          |
| 제11대 | -              | 국지성(麴智盛)        | 640년                       | -                                                 |

## 같이 보기
- 안서도호부
- 투루판

## 갤러리

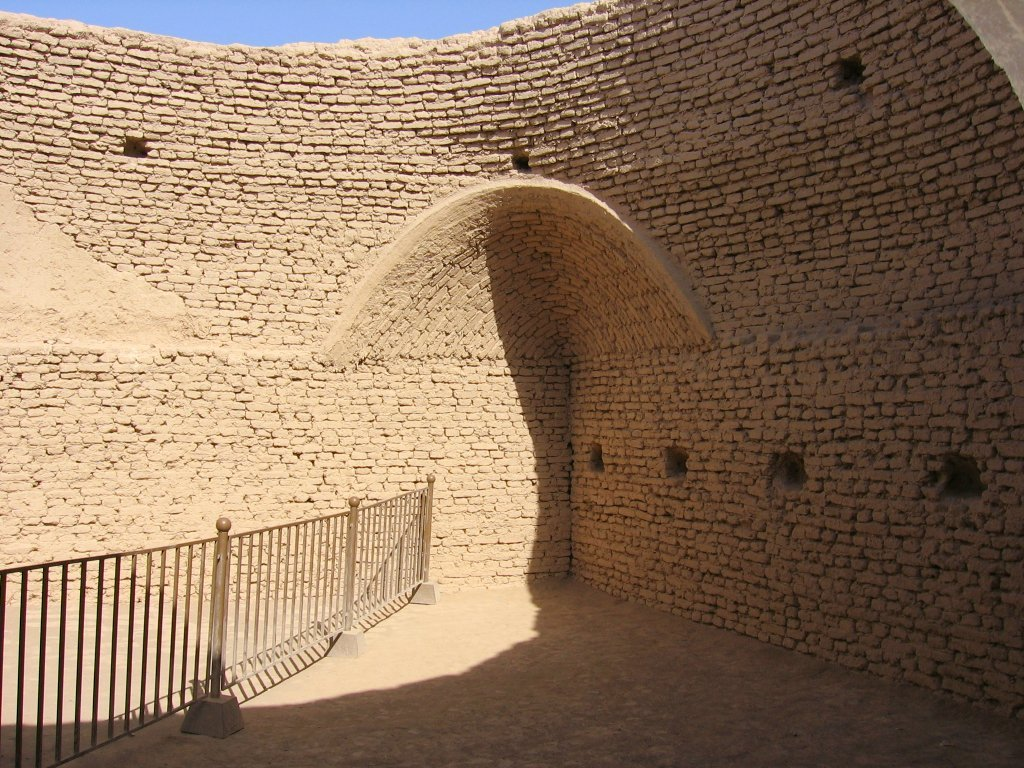
현장이 설법을 했던 유적지
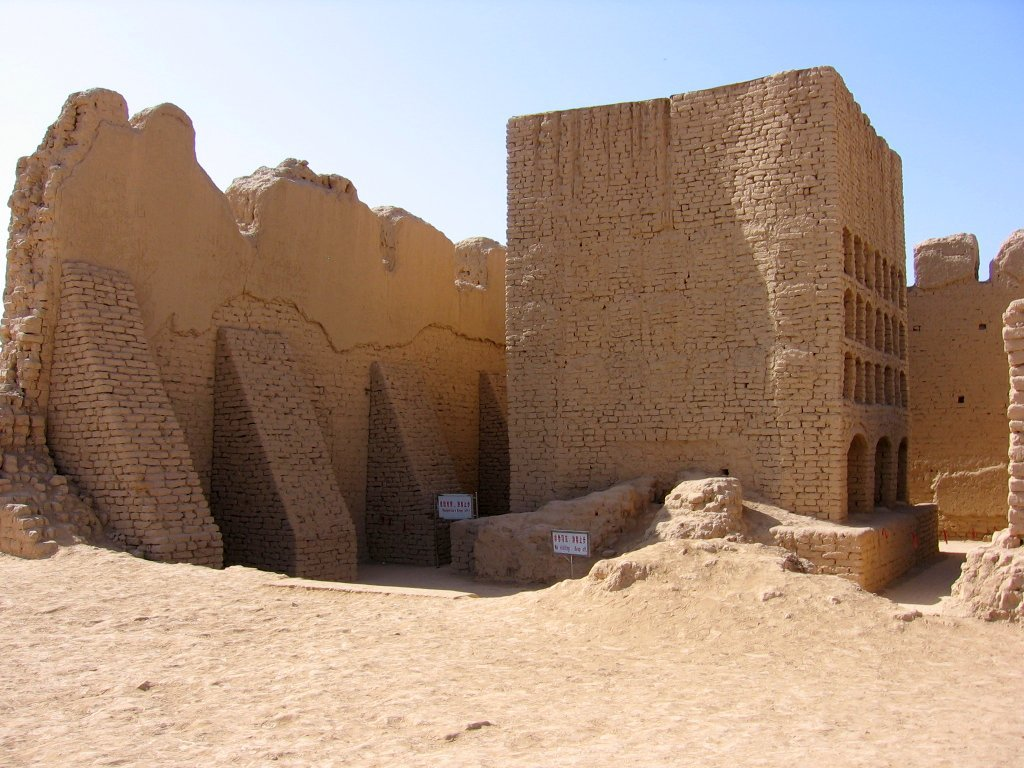
당시 고창국의 유적, 고창고성
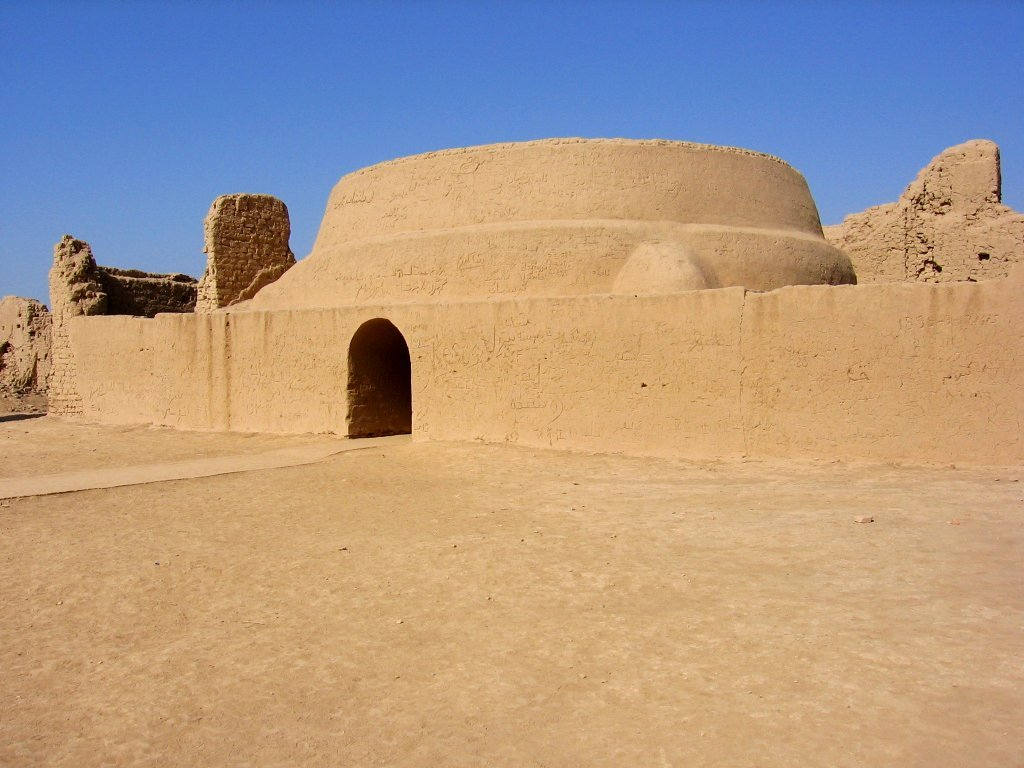
고창고성
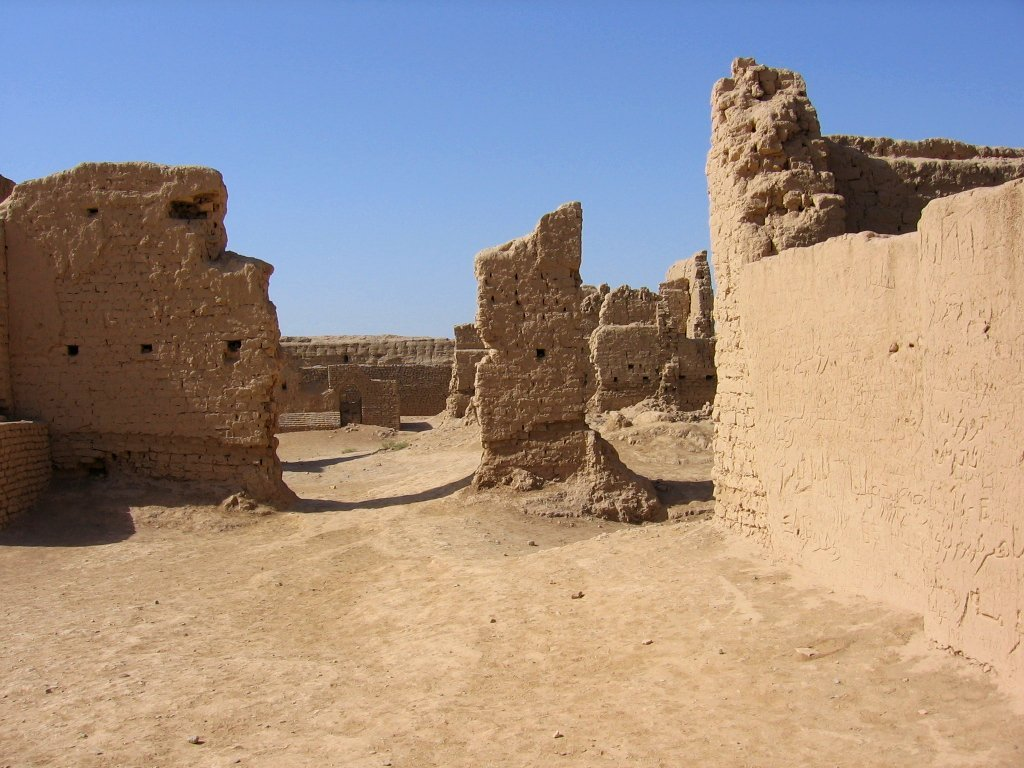
고창고성